# Zaorillea, Țarîceanka
Zaorillea (în ucraineană Заорілля) este un sat în comuna Mîhailivka din raionul Țarîceanka, regiunea Dnipropetrovsk, Ucraina.

## Demografie
Componența lingvistică a localității Zaorillea
     Ucraineană (91,67%)
     Rusă (5,56%)
     Română (2,78%)
Conform recensământului din 2001, majoritatea populației localității Zaorillea era vorbitoare de ucraineană (91,67%), existând în minoritate și vorbitori de rusă (5,56%) și română (2,78%).